# Kamil Seyfried

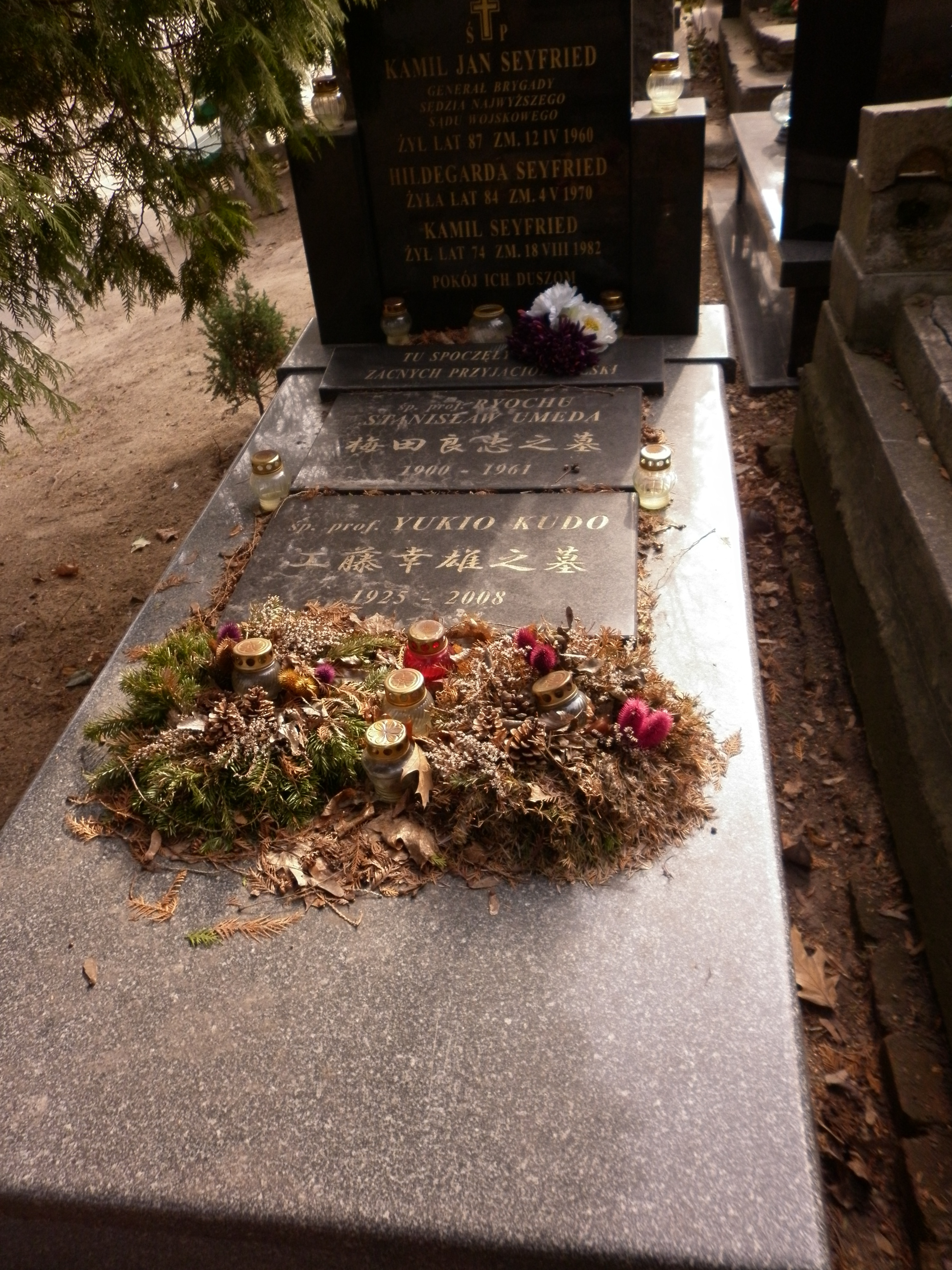
Grób Kamila Jana Seyfrieda

Kamil Jan Seyfried (ur. 2 stycznia 1872 we Lwowie, zm. 12 kwietnia 1960 w Warszawie) – doktor prawa, generał brygady Wojska Polskiego.

## Życiorys
Urodził się w rodzinie Kamila Dominika, oficera cesarskiej i królewskiej Armii, i Aurelii z domu Heidrich. Edukację odbierał w IV Gimnazjum we Lwowie i na Wydziale Prawa Uniwersytetu Lwowskiego, który ukończył w 1897. Na wydziale zainicjował utworzenie Towarzystwa Filomatycznego, któremu przewodniczył.
Wraz z ukończeniem studiów wstąpił do cesarskiej i królewskiej Armii. W latach 1894–1895 odbył ochotniczą, jednoroczną służbę wojskową w 11 pułku artylerii korpuśnej we Lwowie. W latach 1897–1913 był audytorem w: Sądzie Garnizonowym w Czerniowcach, 30 pułku piechoty we Lwowie, 17 pułku piechoty, 10 pułku piechoty, Sądu Garnizonowego w Przemyślu (od maja 1913), Sądu Dywizyjnego w Przemyślu (od czerwca 1914). W sierpniu 1914 został kierownikiem Sądu Polowego Twierdzy Przemyśl. 23 marca 1915, po zakończeniu II oblężenia i kapitulacji twierdzy, dostał się do niewoli rosyjskiej. 3 maja 1918 zbiegł z niewoli i dotarł do Lwowa.
22 listopada 1918 został przyjęty do Wojska Polskiego i mianowany kierownikiem Sądu Polowego we Lwowie. Na tym stanowisku pełnił służbę w czasie obrony miasta przed Ukraińcami. 26 lutego 1919 mianowany został szefem Sądu Okręgu Generalnego w Kielcach. W maju 1919 objął stanowisko szefa Wojskowego Sądu Okręgowego w Lublinie. W styczniu 1922 mianowany został sędzią Najwyższego Sądu Wojskowego w Warszawie. 31 lipca 1924 Prezydent RP zwolnił go ze stanowiska sędziego NSW, a minister spraw wojskowych mianował szefem Departamentu IX Ministerstwa Spraw Wojskowych w Warszawie. 22 stycznia 1925 Prezydent RP mianował go sędzią Najwyższego Sądu Wojskowego w Warszawie. Z dniem 30 czerwca 1925 Prezydent RP zwolnił go ze stanowiska sędziego NSW, a minister spraw wojskowych przeniósł w stan spoczynku.
Po przejściu w stan spoczynku do 1939 praktykował w Warszawie jako adwokat i obrońca wojskowy. Po 1926 także kierownik administracji Funduszu Kwaterunku Wojskowego. Doświadczenie to pozwoliło mu po wojnie zatrudnić się w warszawskiej administracji mieszkaniowej. Był założycielem i wieloletnim członkiem Zespołu Tłumaczy Przysięgłych. Zmarł 12 kwietnia 1960 w Warszawie. Pochowany na Cmentarzu Wojskowym na Powązkach w Warszawie (kwatera A29-5-30).
Kamil Jan Seyfried był żonaty z Hildegardą Hintergruber, z którą miał syna Kamila (ur. 1906), późniejszego sinologa i dyplomatę.

## Awanse
- podporucznik (Leutnant) – 1896
- nadporucznik audytor (Oberleutnantauditor) – 1897
- kapitan audytor II klasy (Hauptmannauditor 1 Klasse) – XI 1897
- kapitan audytor I klasy (Hauptmannauditor 2 Klasse) – ?
- major audytor (Majorauditor) – V 1913
- pułkownik – 29 maja 1920 zatwierdzony ze starszeństwem z dniem 1 kwietnia 1920 w Korpusie Sądowym[8]
- generał brygady – zweryfikowany w 1922 ze starszeństwem z dniem 1 czerwca 1919

## Ordery i odznaczenia
- Złoty Krzyż Zasługi (9 listopada 1932)[9]
- Medal Jubileuszowy Pamiątkowy dla Sił Zbrojnych i Żandarmerii
- Krzyż Jubileuszowy Wojskowy